# Leonardo Demétrio
Leonardo Demétrio (Curitiba, 24 de março de 1994) é um jogador brasileiro de basquetebol que atua como Ala-Pivô. Atualmente defende o Yamagata Wyverns, do B League.

## Carreira

### Início e destaque nas categorias de base
Leonardo iniciou como goleiro no futebol do Colégio Militar de Curitiba e migrou para o basquete aos 11 anos, por convite da professora Fabíola. No Círculo Militar do Paraná, destacou-se nas seleções estaduais de base e em 2009 foi campeão sul‑americano sub‑15 por clubes, além de disputar o Sul‑Americano da seleção sub‑15 em San Andrés (Colômbia), onde conquistou o vice‑campeonato.  
Em 2010, transferiu-se para o Paulistano e venceu o Paulista sub‑16. No mesmo ano, integrou o programa de desenvolvimento da CBB em São Sebastião do Paraíso, conquistando o Sul‑Americano sub‑17 de forma invicta, vencendo a Argentina na final.

### Minas Tênis Clube (2010–2016)
Em 2011, estreou no NBB com o Minas Tênis Clube, inicialmente com poucos minutos; em 2013, foi vice-campeão da LDB com o sub‑22, e em 2014-15 tornou-se peça‑chave do elenco adulto, com médias expressivas. Em 2015, novamente vice‑campeão da LDB, foi o maior pontuador da final.

### Seleção juvenil e Universíade
Participou da Copa América sub‑18 em 2012, com vitória marcante sobre o Canadá (Wiggins e Lyles) e classificação para o Mundial sub‑19 de 2013 na República Tcheca, onde registrou médias de 10,8 pontos e 4,4 rebotes. Em 2015, foi convocado para a Universíade em Gwangju (Coreia do Sul), conquistando o 4º lugar ().

### Espanha – Fuenlabrada, Lleida, Breogán e Bilbao (2015–2020)
No final da temporada 2015–16, foi contratado pelo Fuenlabrada (ACB), disputando jogos decisivos, inclusive nos playoffs contra o Barça. Em 2016–17 jogou pelo Lleida na LEB Oro, com excelentes números. Em 2018 venceu a LEB Oro com o Breogán e, em 2019, repetiu o feito com o Bilbao Basket diante de quase 10 000 torcedores na Bilbao Arena.

### Itália – Torino e Pesaro (2019, 2021–2022)
Em 2019, foi contratado pelo Auxilium Torino, treinado por Larry Brown; entre 2021 e 2022, defendeu o VL Pesaro na Lega A, sob os técnicos Aleksandar Petrović e Luca Banchi.

### Retorno ao Brasil – Flamengo e Corinthians (2019–2024)
Assinou com o Flamengo em julho de 2019, com contratação anunciada oficialmente. Destacou-se liderando o time invicto na BCL Americas até a suspensão por Covid-19 e foi convocado para a seleção adulta, participando de vitórias nas eliminatórias da Copa América contra o Uruguai, com médias de 13 pontos e 6 rebotes.  
Na temporada 2020–21, conquistou todos os títulos disponíveis no Flamengo: Carioca, Super 8, NBB e BCL Americas. Em 2023–24, jogou pelo Corinthians-SP, com médias de 11,5 pontos e 7,5 rebotes, liderando a liga nos rebotes.

### Japão – Yamagata Wyverns (2024–2025)
Em julho de 2024, foi anunciado pelo Yamagata Wyverns, equipe da B2 League (Japão). Na temporada 2024–25 atuou em 52 jogos, com médias de 7,5 pontos e 6 rebotes em 20,9 minutos por partida, firmando-se como um importante reboteiro no garrafão.
Seleção Brasileira
Léo defendeu diversas seleções de base do Brasil. Foi vice-campeão da Copa América sub-18, e disputou o Mundial sub-19 no ano seguinte. Em 2013, foi eleito para o International All-Tournament Team do Nike Global Challenge.
Em 2015, foi convocado para a disputa da Universíade de 2015, onde o Brasil ficou com o 4º lugar.
Foi um dos pré-convocados para disputar o Sul-Americano de 2016, mas foi cortado e acabou não disputando o torneio.
Foi convocado pela primeira vez para a seleção adulta em 2019, participando de períodos de treinamento e preparação da equipe para as Eliminatórias da FIBA e o ciclo de competições continentais.
Em fevereiro de 2020, atuou nas Eliminatórias da Copa América, contribuindo nas vitórias sobre o Uruguai com médias de 13 pontos e 6 rebotes por partida. Seu desempenho chamou a atenção pelo impacto nos dois lados da quadra.
Em 2021, esteve novamente entre os convocados para os treinamentos da seleção principal, mantendo-se presente nos ciclos da Confederação Brasileira de Basketball durante esse triênio.

## Carreira por clubes
| Temporada | Clube                     | País    | Liga                       |
| --------- | ------------------------- | ------- | -------------------------- |
| até 2009  | Círculo Militar do Paraná | Brasil  | Categorias de base         |
| 2010      | Club Athletico Paulistano | Brasil  | Campeonato Paulista Sub-16 |
| 2010–2015 | Minas Tênis Clube         | Brasil  | LDB / NBB                  |
| 2016      | Baloncesto Fuenlabrada    | Espanha | Liga ACB                   |
| 2016–2017 | Força Lleida              | Espanha | LEB Oro                    |
| 2018–2019 | CB Breogán                | Espanha | LEB Oro                    |
| 2019      | Auxilium Torino           | Itália  | Lega Basket Serie A        |
| 2019–2020 | Bilbao Basket             | Espanha | LEB Oro                    |
| 2019–2021 | Flamengo                  | Brasil  | NBB / BCL Americas         |
| 2021–2022 | VL Pesaro                 | Itália  | Lega Basket Serie A        |
| 2022–2023 | Estudiantes               | Espanha | LEB Oro                    |
| 2023–2024 | Corinthians               | Brasil  | NBB                        |
| 2024–2025 | Yamagata Wyverns          | Japão   | B.League Division 2        |

## Estatísticas
| † | Temporadas em que Léo Demétrio foi campeão |

### Torneios nacionais

#### LEB Oro
Temporada Regular
| Ano        | Equipe       | PJ | MPJ  | 2P%  | 3P%  | LL%  | RT  | AS | BR | TO | PPJ  |
| ---------- | ------------ | -- | ---- | ---- | ---- | ---- | --- | -- | -- | -- | ---- |
| 2016–17    | Força Lleida | 34 | 22.6 | .538 | .365 | .527 | 5.6 | .7 | .5 | .3 | 10.9 |
| 2017–1811† | Breogán      | 34 | 20.4 | .560 | .304 | .652 | 5.6 | .6 | .4 | .4 | 8.7  |
| Carreira   | Carreira     | 68 | 21.5 | .549 | .351 | .579 | 5.6 | .7 | .4 | .4 | 9.8  |

Copa Princesa de Asturias
| Ano     | Equipe  | PJ | MPJ  | 2P%   | 3P%  | LL%   | RT  | AS | BR | TO | PPJ  |
| ------- | ------- | -- | ---- | ----- | ---- | ----- | --- | -- | -- | -- | ---- |
| 201811† | Breogán | 1  | 18.0 | 1.000 | .000 | 1.000 | 2.0 | .0 | .0 | .0 | 11.0 |

#### Liga ACB
Temporada Regular
| Ano     | Equipe      | PJ | MPJ | 2P%  | 3P%  | LL%  | RT  | AS | BR | TO | PPJ |
| ------- | ----------- | -- | --- | ---- | ---- | ---- | --- | -- | -- | -- | --- |
| 2015–16 | Fuenlabrada | 1  | 6.0 | .000 | .000 | .000 | 4.0 | .0 | .0 | .0 | .0  |

Playoffs
| Ano  | Equipe      | PJ | MPJ | 2P%  | 3P%   | LL%  | RT  | AS | BR | TO | PPJ |
| ---- | ----------- | -- | --- | ---- | ----- | ---- | --- | -- | -- | -- | --- |
| 2016 | Fuenlabrada | 2  | 8.5 | .667 | 1.000 | .000 | 2.0 | .0 | .5 | .0 | 3.5 |

#### NBB
Temporada Regular
| Ano      | Equipe   | PJ | MPJ  | 2P%   | 3P%  | LL%  | RT  | AS  | BR | TO | PPJ  |
| -------- | -------- | -- | ---- | ----- | ---- | ---- | --- | --- | -- | -- | ---- |
| 2011–12  | Minas    | 1  | 5.0  | 1.000 | .000 | .000 | 2.0 | .0  | .0 | .0 | 2.0  |
| 2012–13  | Minas    | 12 | 3.6  | .429  | .333 | .000 | .8  | .0  | .3 | .0 | .8   |
| 2013–14  | Minas    | 17 | 8.2  | .581  | .000 | .500 | .9  | .1  | .4 | .0 | 2.8  |
| 2014–15  | Minas    | 25 | 18.7 | .562  | .171 | .603 | 4.1 | 1.1 | .5 | .2 | 7.0  |
| 2015–16  | Minas    | 28 | 22.8 | .560  | .267 | .494 | 5.7 | .8  | .7 | .5 | 11.2 |
| Carreira | Carreira | 83 | 15.6 | .561  | .211 | .528 | 3.5 | .6  | .5 | .3 | 6.6  |

Playoffs
| Ano      | Equipe   | PJ | MPJ  | 2P%  | 3P%  | LL%  | RT  | AS | BR | TO | PPJ |
| -------- | -------- | -- | ---- | ---- | ---- | ---- | --- | -- | -- | -- | --- |
| 2015     | Minas    | 4  | 17.0 | .471 | .222 | .571 | 3.3 | .0 | .5 | .3 | 6.5 |
| 2016     | Minas    | 5  | 24.2 | .424 | .250 | .538 | 5.2 | .6 | .2 | .6 | 8.2 |
| Carreira | Carreira | 9  | 21.0 | .440 | .235 | .550 | 4.3 | .3 | .3 | .4 | 7.4 |